# タズ湾

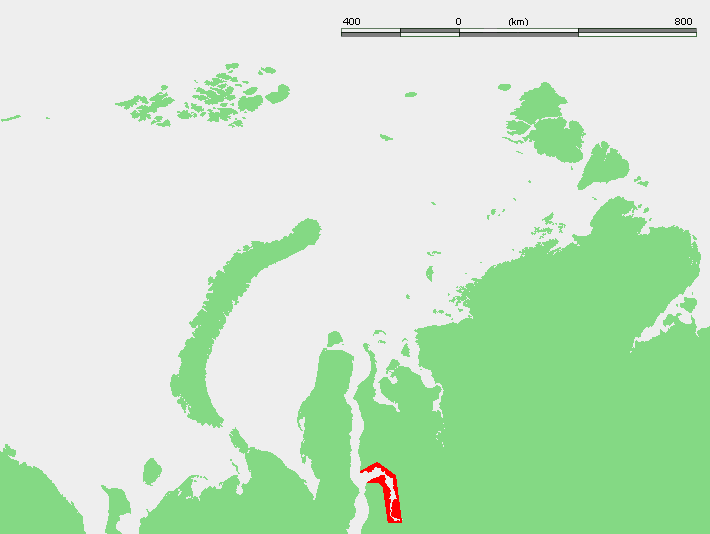
オビ湾にそそぐタズ湾(赤色部)。

タズ湾（タズわん、ロシア語: Тазовская губа）は北極海のオビ湾に面した細長い湾で、タズ川とプル川の河口が形成した三角江。タゾフスキーの街で始まってからオビ湾に合流して終わるまでの距離は330kmある。オビ湾の北はカラ海に、さらに北極海につながる。湾の幅は平均25kmで、世界でも最大級の三角江。

## 概要
タズ湾はすべてロシアのヤマロ・ネネツ自治管区に属し、完全に北極圏に入っている。北緯67度30分付近の、タズ川河口とプル川河口が接するあたりから始まり南北に伸び、北緯69度付近で西に向きを変え、オビ湾と交わるはるか手前で幅が広がる。オビ湾とタズ湾に挟まれた陸地はタゾフスキー半島となっている。
一帯には天然ガスが大量に埋蔵されているとみられ、ガスプロム社は増産を目指してガス田の探査を進めている。
湾周辺のツンドラからはマンモスも発見されている。ロシアの生物学者で探検家のアレグザンダー・フォン・ミッデンドルフは1866年にタズ湾の近くで氷漬けのマンモスを発掘し、サンクトペテルブルクに輸送し展示した。